# Grota Narodzenia
Grota Narodzenia – według przekazów chrześcijańskich miejsce, w którym narodził się Jezus Chrystus. Obecnie Grota Narodzenia znajduje się w krypcie pod ołtarzem Bazyliki Narodzenia Pańskiego w Betlejem, wybudowanej w r. 326 z polecenia św. Heleny, matki cesarza Konstantyna Wielkiego. W roku 135 z rozkazu cesarza Hadriana w miejscu Groty zasadzono gaj, w którym czczono Adonisa–Tammuza.
Do krypty można dostać się schodami umieszczonymi po obu stronach ołtarza bazyliki, a także z franciszkańskiego kościoła św. Katarzyny. Ma ona kształt prostokąta o wymiarach: 12,3 m długości, 3,5 m szerokości i 3 m wysokości. W centrum groty znajduje się ołtarz prawosławny, pod którym umieszczona jest czternastoramienna srebrna gwiazda z łacińskim napisem: Hic de Virgine Maria Jesus Christus natus est. 1717 (Tu z Maryi Dziewicy narodził się Jezus Chrystus. 1717). Obok prawosławnego ołtarza narodzenia znajduje się ołtarz katolicki, miejsce symbolicznego żłóbka, a naprzeciwko ołtarz poświęcony Pokłonowi Mędrców ze Wschodu. W okolicach Groty Narodzenia znajdują się groty m.in. św. Hieronima, św. Józefa, św. Euzebiusza z Cremony, do których można dojść z kościoła św. Katarzyny albo bezpośrednio z Groty Narodzenia, jednak drzwi otwierane są tylko podczas procesji franciszkanów, odbywającej się każdego dnia w południe. 